# 特俄菲利克斯
特俄菲利克斯（ ? — 前205年），羅德島的艦隊司令，在希俄斯島戰役中率領羅德島艦隊與馬其頓王國艦隊作戰，在戰鬥中他身上三處負傷，依舊在旗艦上繼續戰鬥，並設法激勵他的部下，打败了來犯的馬其顿水兵。戰役勝利後，特俄菲利克斯因傷重而死去。